# Aconitum degenii
Aconitum degenii är en ranunkelväxtart. Aconitum degenii ingår i släktet stormhattar, och familjen ranunkelväxter.

## Underarter
Arten delas in i följande underarter:
- A. d. degenii
- A. d. gandogeri
- A. d. lippertianum
- A. d. paniculatum
- A. d. rhaeticum
- A. d. valesiacum

## Bildgalleri

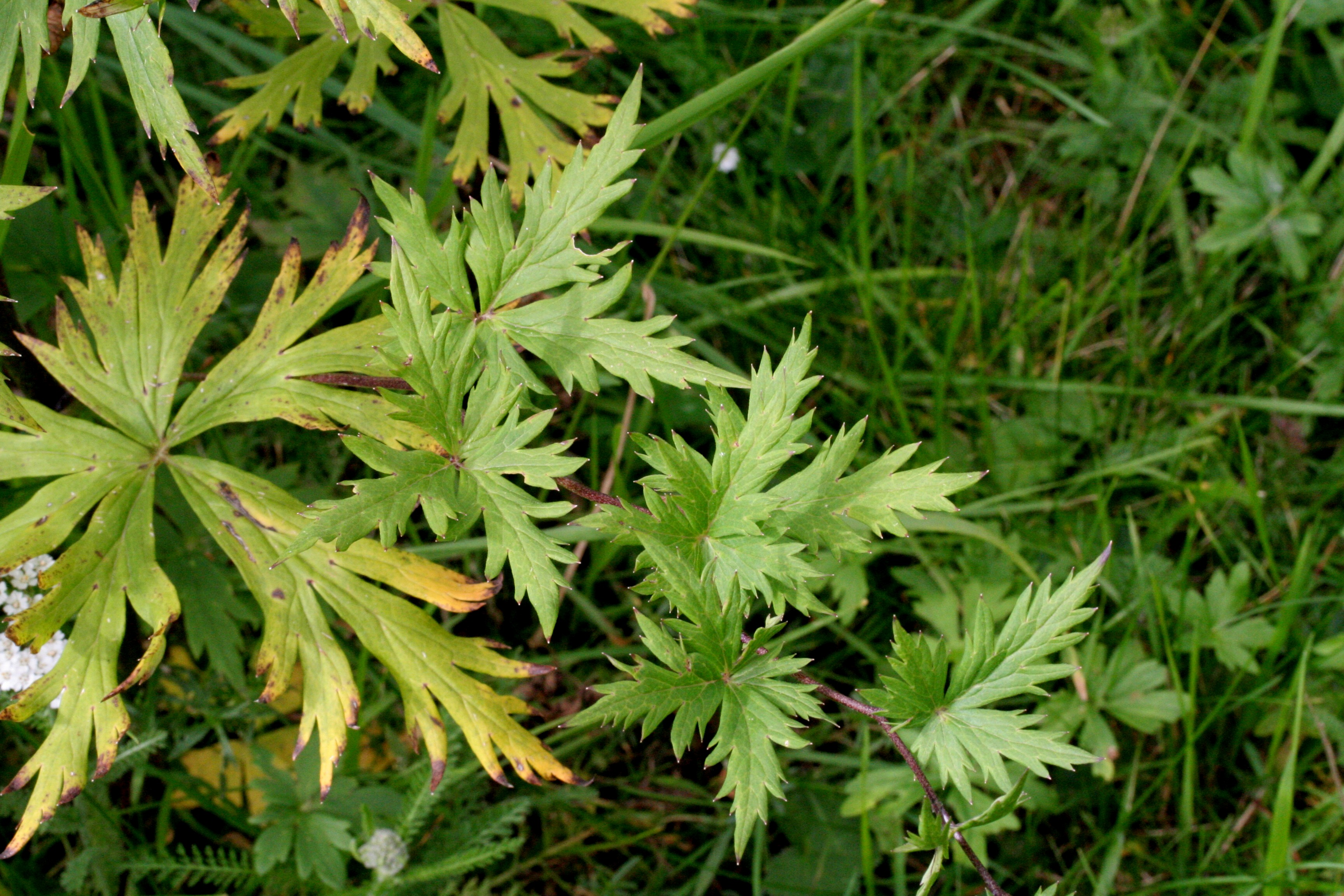
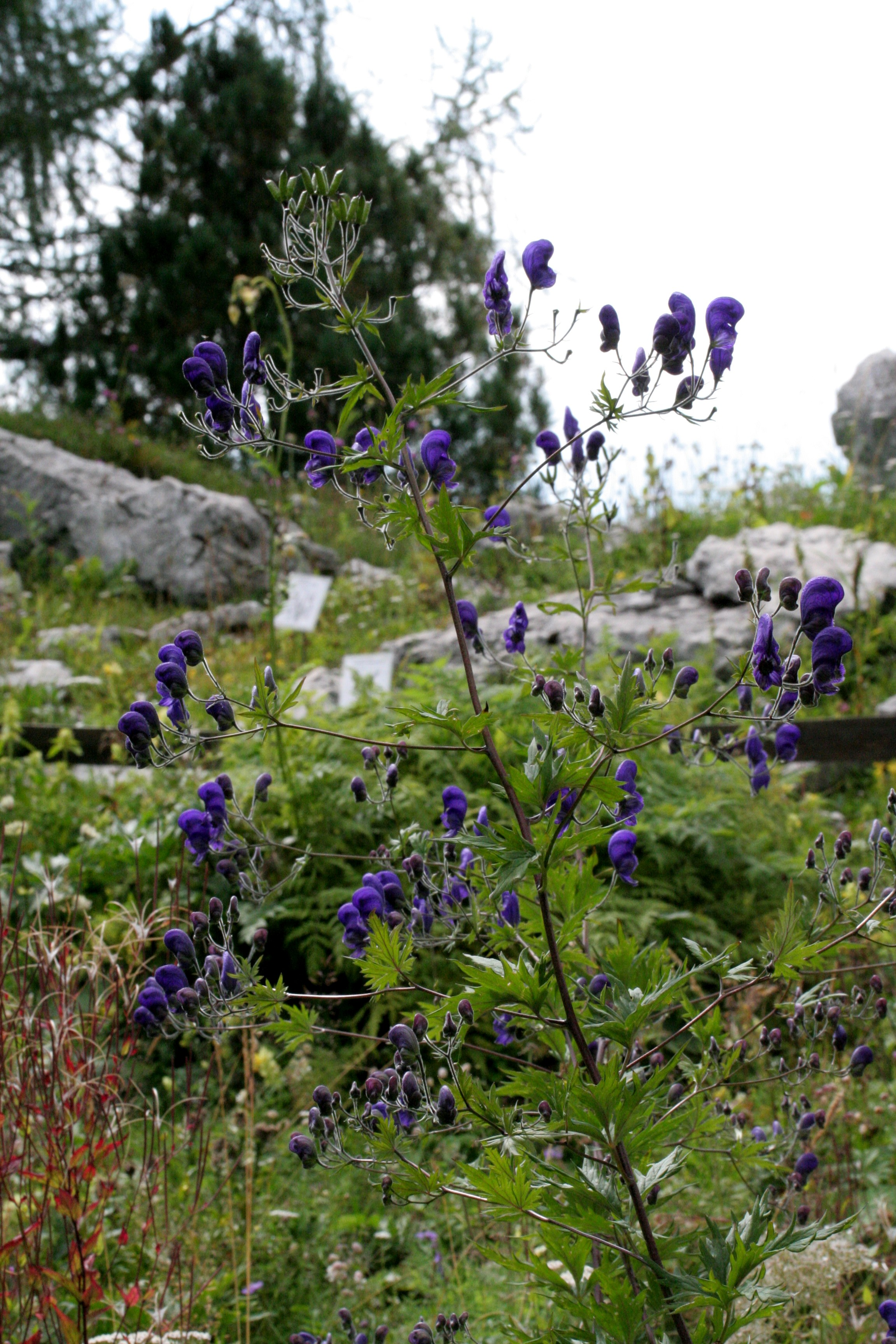
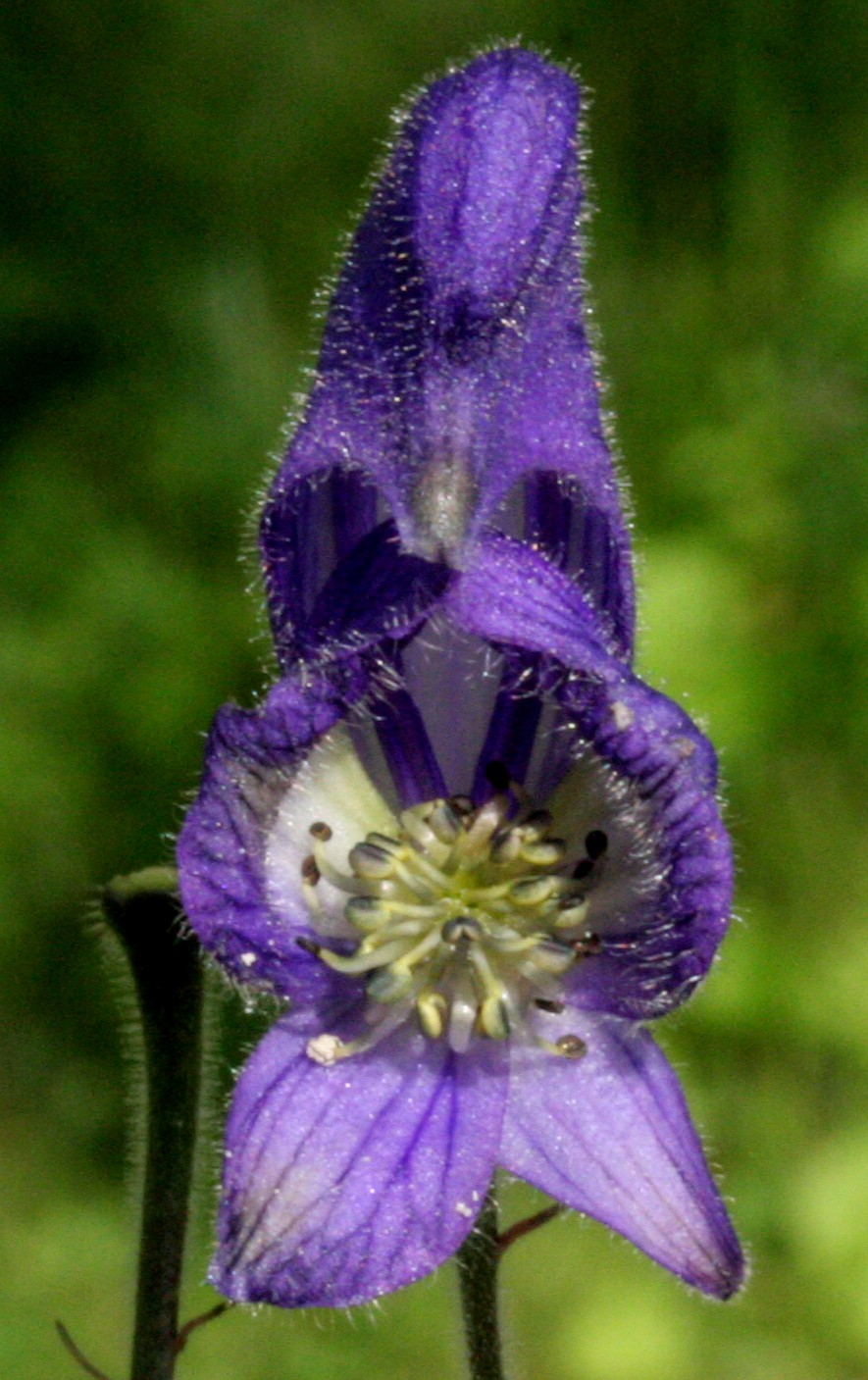
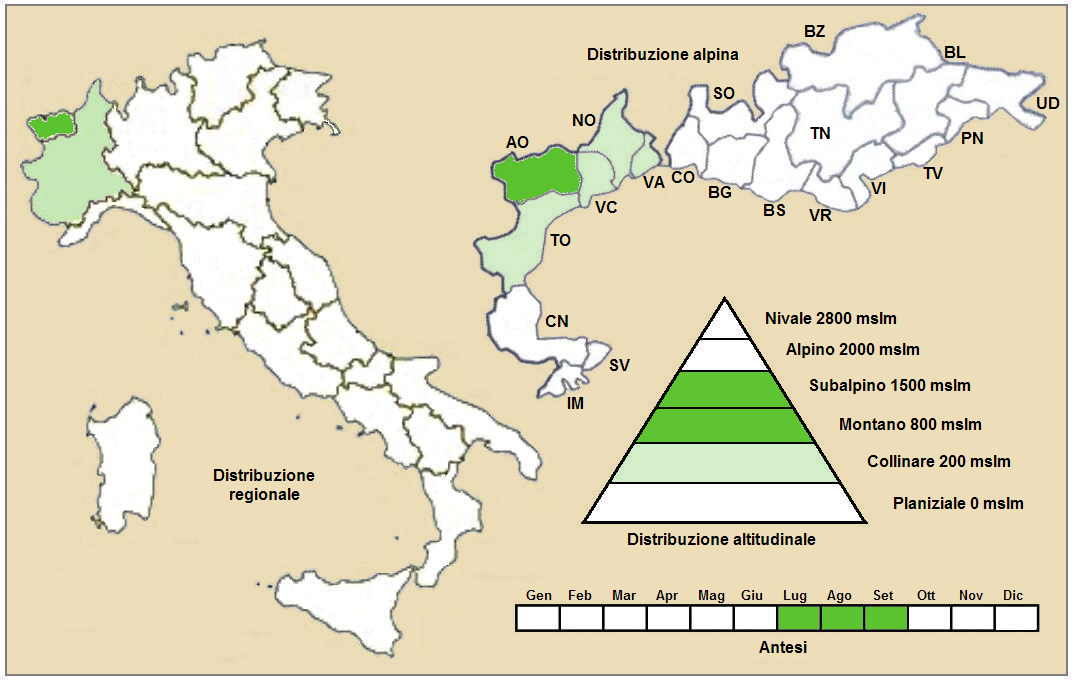